# Agualote
Agualote är en ort i Honduras.   Den ligger i departementet Departamento de Santa Bárbara, i den västra delen av landet, 200 km nordväst om huvudstaden Tegucigalpa. Agualote ligger 286 meter över havet och antalet invånare är 1 759.